# Euphyia glauca
Euphyia glauca là một loài bướm đêm trong họ Geometridae.